# Чумак Павло Іванович
Павло́ Іва́нович Чума́к (нар. 1925 — пом. 1997) — радянський військовик часів Другої світової війни, командир відділення 780-го стрілецького полку 214-ї стрілецької дивізії 52-ї армії, сержант. Герой Радянського Союзу (1945).

## Життєпис
Народився 10 березня 1925 року в селі Пасицели, нині Балтського району Одеської області, в селянській родині. Українець. Закінчив середню школу в рідному селі.
У період німецько-радянської війни в 1941—1944 роках перебував на тимчасово окупованій території. До лав РСЧА призваний Балтським РВК у 1944 році. Закінчив полкову школу молодших командирів. Воював на 2-му і 1-му Українських фронтах.
Особливо командир відділення 3-го стрілецького батальйону 780-го стрілецького полку 214-ї стрілецької дивізії сержант П. І. Чумак відзначився під час форсування річки Одер. 22 січня 1945 року під сильним артилерійсько-мінометним обстрілом і кулеметно-рушничним вогнем супротивника його відділення зайняло рубіж на західному березі річки. Під час потужної контратаки ворога вибув з ладу кулеметник. Сержант П. І. Чумак зайняв його місце і вів нищівний вогонь з ручного кулемета. Рубіж було втримано. Згодом у зоні обстрілу кулемета було виявлено трупи 17 солдатів і офіцерів супротивника.
Після війни продовжив військову службу в лавах ЗС СРСР. У 1948 році закінчив Київське танкотехнічне училище. У 1968 році майор П. І. Чумак звільнився у запас.
Жив у Кишиневі (Молдова), працював слюсарем на тракторному заводі. Помер 5 червня 1997 року. Похований на Центральному кладовищі міста.

## Нагороди
Указом Президії Верховної Ради СРСР від 10 квітня 1945 року за зразкове виконання бойових завдань командування на фронті боротьби з німецькими загарбниками та виявлені при цьому відвагу і героїзм, сержантові Чумаку Павлу Івановичу присвоєне звання Героя Радянського Союзу з врученням ордена Леніна і медалі «Золота Зірка» (№ 7565).
Також нагороджений орденом Вітчизняної війни 1-го ступеня (11.03.1985) і медалями.